# Повіт Камі-Кіта
Пові́т Ка́мі-Кіта́ (яп. 上北郡, かみきたぐん, МФА: [kamʲi kʲita guɴ]) — повіт в префектурі Аоморі, Японія.